# RNAS Inskip (HMS Nightjar)
La RNAS Inskip, ou HMS Nightjar, est un ancien aérodrome de la Fleet Air Arm, situé près du village d’Inskip, dans le Lancashire, en Angleterre. Il est maintenant utilisé comme station d’émission radio haute fréquence militaire.
Dans les années 1980, des émetteurs Marconi de 50 kW fonctionnaient en très basse fréquence, transmettant des codes en Morse à des navires proches du Royaume-Uni.
Pour la transmission sur de plus longues distances, les ondes courtes étaient utilisées, transmettant à nouveau le morse aux navires principalement à partir d’émetteurs Marconi, généralement de 10 kW ou moins. La même information serait transmise sur différentes fréquences et il incombait au navire de trouver la bonne fréquence à surveiller. Cela était dû aux caractéristiques de propagation différentes des fréquences utilisées.
Le site a également été utilisé pour stocker du minerai d'uranium naturel purifié (connu sous le nom de yellowcake).

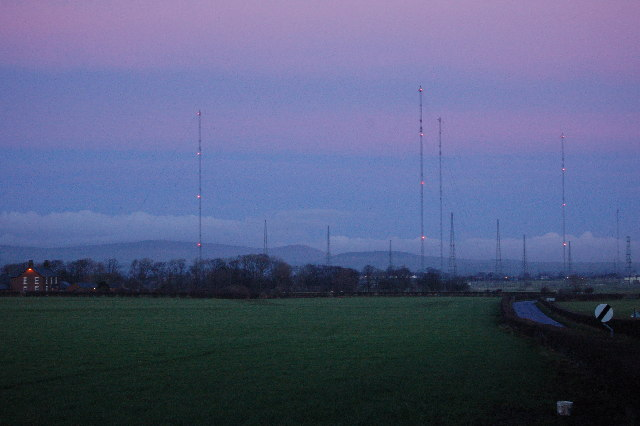
Stanley Farm (à gauche) et les mâts radio du RNAS Inskip, avec les Bowland Fells en arrière-plan

## Historique
Les unités suivantes étaient basées sur la RNAS Inskip:
- 735 Naval Air Squadron (en)
- 737 Naval Air Squadron (en)
- 747 Naval Air Squadron (en)
- 760 Naval Air Squadron (en)
- 762 Naval Air Squadron (en)
- 763 Naval Air Squadron (en)
- 766 Naval Air Squadron (en)
- 787 Naval Air Squadron (en)
- 811 Naval Air Squadron (en)
- 813 Naval Air Squadron (en)
- 816 Naval Air Squadron (en)
- 819 Naval Air Squadron (en)
- 825 Naval Air Squadron
- 828 Naval Air Squadron (en)
- 838 Naval Air Squadron (en)
- 1791 Naval Air Squadron (en)
- 1792 Naval Air Squadron (en)

La piste a été démolie dans les années 1970. Le béton récolté a été utilisé pour la construction de l’autoroute M55, à partir de laquelle les antennes sont clairement visibles. Aujourd'hui, seules les plus petites voies de circulation existent pour prouver l'existence de l'ancien aérodrome.
Le Centre de formation des cadets de la mer (SCTC) Inskip était situé sur le même site jusqu'à sa fermeture le 31 janvier 2010.

## Usage actuel

### Station émettrice
Le site héberge une station émettrice haute fréquence faisant partie du service de communication haute fréquence de la Défense. La station est exploitée par Babcock International Group pour le compte du ministère de la Défense. Avant 2003, le site était exploité par la Royal Navy. La station actuelle dispose de quatre antennes de 180 mètres de haut et de plusieurs autres antennes plus petites.

### Air Training Corps
En janvier 2012, l'ancien SCTC Inskip a rouvert ses portes en tant que Centre des cadets Inskip. Il abrite désormais le Cumbria & Lancashire Wing, du Air Training Corps. Les bureaux du quartier général de l'escadre sont situés dans l'ancienne tour de guet (tour de contrôle) à l'époque où le RNAS Inskip était un aérodrome.